# Magnus Isaksson
Magnus Isaksson, född 16 januari 1987 i Piteå, är en svensk professionell ishockeyspelare som spelar för Piteå HC.

## Klubbar
- Luleå HF J20, SuperElit (2003/2004 - 2005/2006)
- Luleå HF, SHL (2005/2006 - 2007/2008)
- Luleå HF J20, SuperElit (2007/2008)
- IF Björklöven, Allsvenskan (2008/2009 - 2009/2010)
- Borås HC, Allsvenskan / Div 1 (2010/2011 - 2012/2013)
- Tingsryds AIF, Allsvenskan (2012/2013) (lån)
- Piteå HC, Div 1 Norra (2013/2014 - )
- Skellefteå AIK, SHL (2019/2020) (lån)